# Sybrand van Beyma thoe Kingma
Jhr. Sybrand Willem Hendrik Adriaan van Beyma thoe Kingma (Workum, 21 oktober 1812 – Leeuwarden, 9 augustus 1877) was een Nederlandse jurist en politicus.

## Loopbaan
Van Beyma was een zoon van Julius Matthijs van Beyma thoe Kingma en Agatha Wihelmina van Voss. Hij studeerde rechten in Leiden en promoveerde in 1835. Hij vestigde zich als advocaat in Leeuwarden en was er rechter (1838-1860) en president (1860-1877) van de arrondissementsrechtbank. Hij was daarnaast gemeenteraadslid (1851-1864) en lid van de Provinciale Staten van Friesland (1859-1863).
Voor het kiesdistrict van Dokkum was hij van 1863 tot 1873 lid van de Tweede Kamer. Het was gebruikelijk dat Kamerleden op Prinsjesdag in hun galakostuum verschenen, Van Beyma droeg dan het kostuum van president van de rechtbank. Hij vond het niet zinvol om een extra kostuum aan te schaffen, omdat de kans bestond dat hij niet zou worden herkozen.
Van Beyma werd in 1874 benoemd tot ridder in de Orde van de Nederlandse Leeuw. Hij overleed op 64-jarige leeftijd.
- Biografisch Portaal: 21342394
- International Standard Name Identifier: 0000 0003 9762 0478
- Nederlandse Thesaurus van Auteursnamen: 136928811
- Parlement.com: vg09lky20ky7
- Virtual International Authority File: 37282036
- WorldCat: E39PBJkMJk7hp7drtjMXMr9hpP